# Jan Łazarski
Jan Łazarski (26 de outubro de 1892 — 11 de agosto de 1968) foi um ciclista polonês de ciclismo de pista.
Nos Jogos Olímpicos de Verão de 1924 em Paris, Łazarski competiu na prova de perseguição por equipes de 4 km, junto com Tomasz Stankiewicz, Franciszek Szymczyk e Józef Lange, conquistando a medalha de prata, atrás da equipe italiana; nos 50 quilômetros, sem saber a sua posição final e na corrida de velocidade, sendo eliminado na primeira repescagem.